# Илио (Атика)
Илио (на гръцки: Ίλιον) е дем в област Атика, Гърция. Води се предградие на Атина. Населението на дема е 84 793 жители (по данни от 2011 г.), а има площ от 9,45 кв. км. Намира се на 150 м н.в. Пощенските кодове са 131 хх и 133 хх, а телефонния 210. МПС кодът е IB.